# Van Goghhuis (Zundert)
Het Van Goghhuis is een kunstcentrum gewijd aan de Nederlandse kunstschilder Vincent van Gogh, op de plek van het geboortehuis van de kunstschilder in de Noord-Brabantse plaats Zundert.
Op de begane grond is een museumwinkel die ook dienstdoet als VVV en een documentatiecentrum. Er worden ook lezingen gehouden. Er is ook de brasserie Auberge Van Gogh met in de tuin een terras en atelier waar workshops schilderen kunnen worden gehouden.
Op de bovenverdieping is een virtuele huiskamer ingericht waar via een audiovisuele presentatie het vroege leven van Van Gogh in Zundert is te volgen. Onder andere over zijn familie en de omgeving waarin hij opgroeide. In een andere ruimte wordt via lcd-schermen beeld en informatie gegeven over zijn rol als 'vader van de moderne kunst'.

## Geschiedenis
Het oorspronkelijke huis van Van Gogh is gesloopt. Het Vincent van Goghhuis staat recht tegenover het gemeentehuis, aan de Markt 26 en 27, de plaats waar in 1853 de kunstschilder werd geboren. Het Van Goghhuis werd officieel geopend op 12 september 2008.
Het kunstcentrum staat aan de basis van het samenwerkingsverband van de Brabantse Van Gogh-plaatsen Zundert, Etten-Leur, Tilburg en Nuenen. Ook het Noordbrabants Museum in 's-Hertogenbosch maakt er deel van uit.

## Wisseltentoonstellingen
In het van Goghhuis worden regelmatig wisseltentoonstellingen gehouden over kunstenaars die geïnspireerd zijn door Vincent van Gogh, zoals Ossip Zadkine, Roger Raveel, Karel Appel, Arnulf Rainer, Reinoud van Vught, Anna & Eugène Boch, Arpaïs Du Bois en Richard Roland Holst.

## Galerij

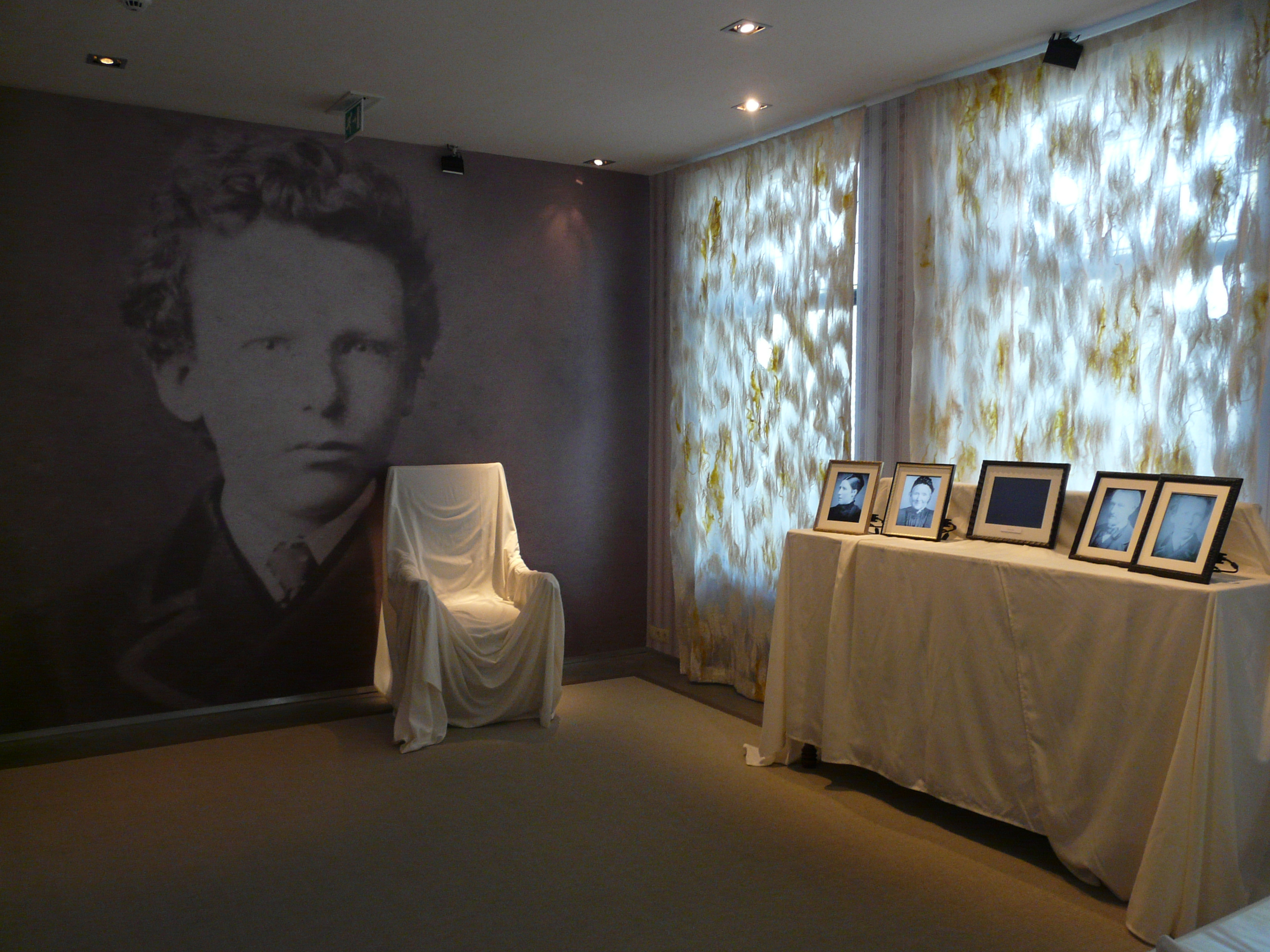
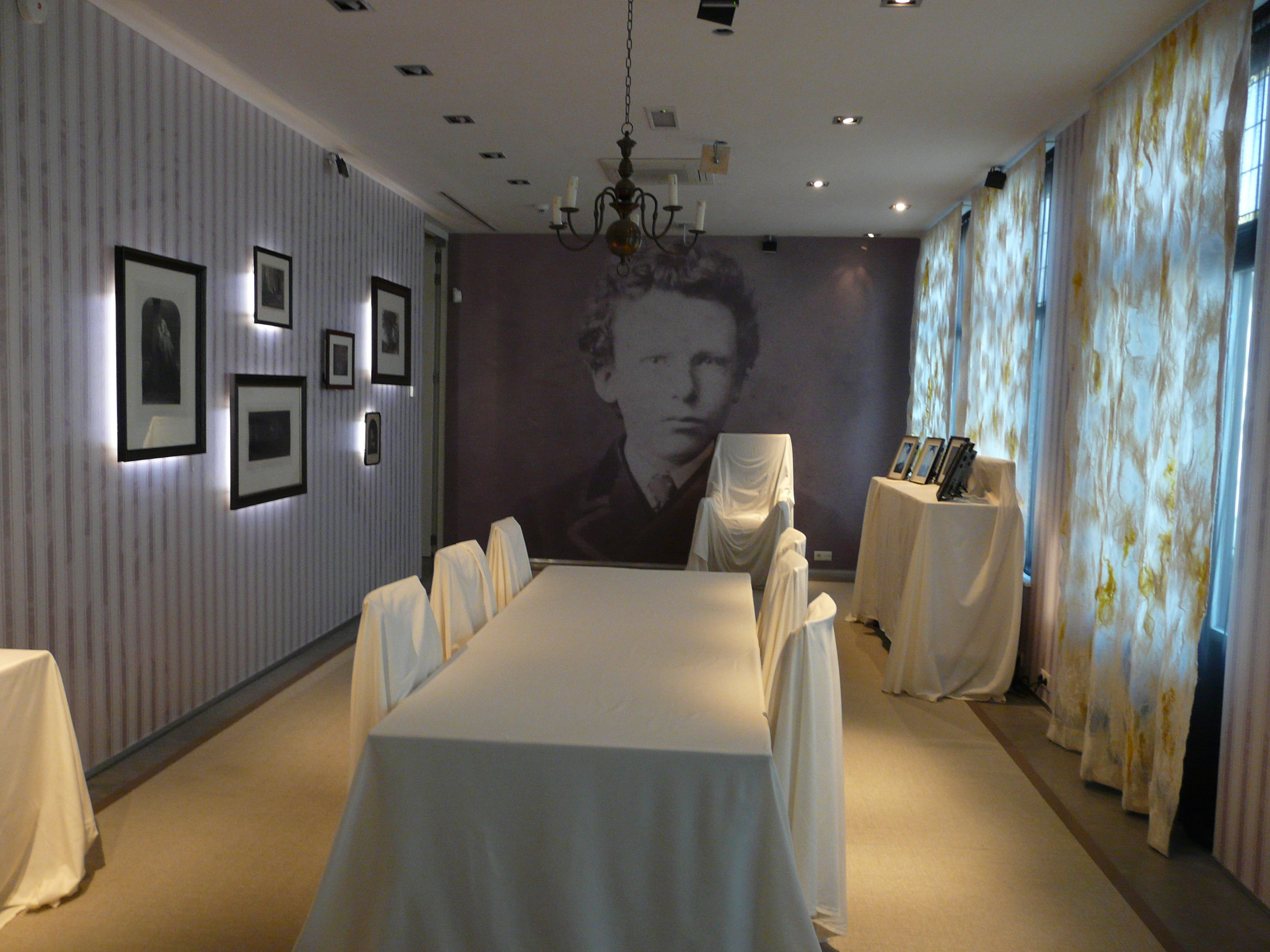
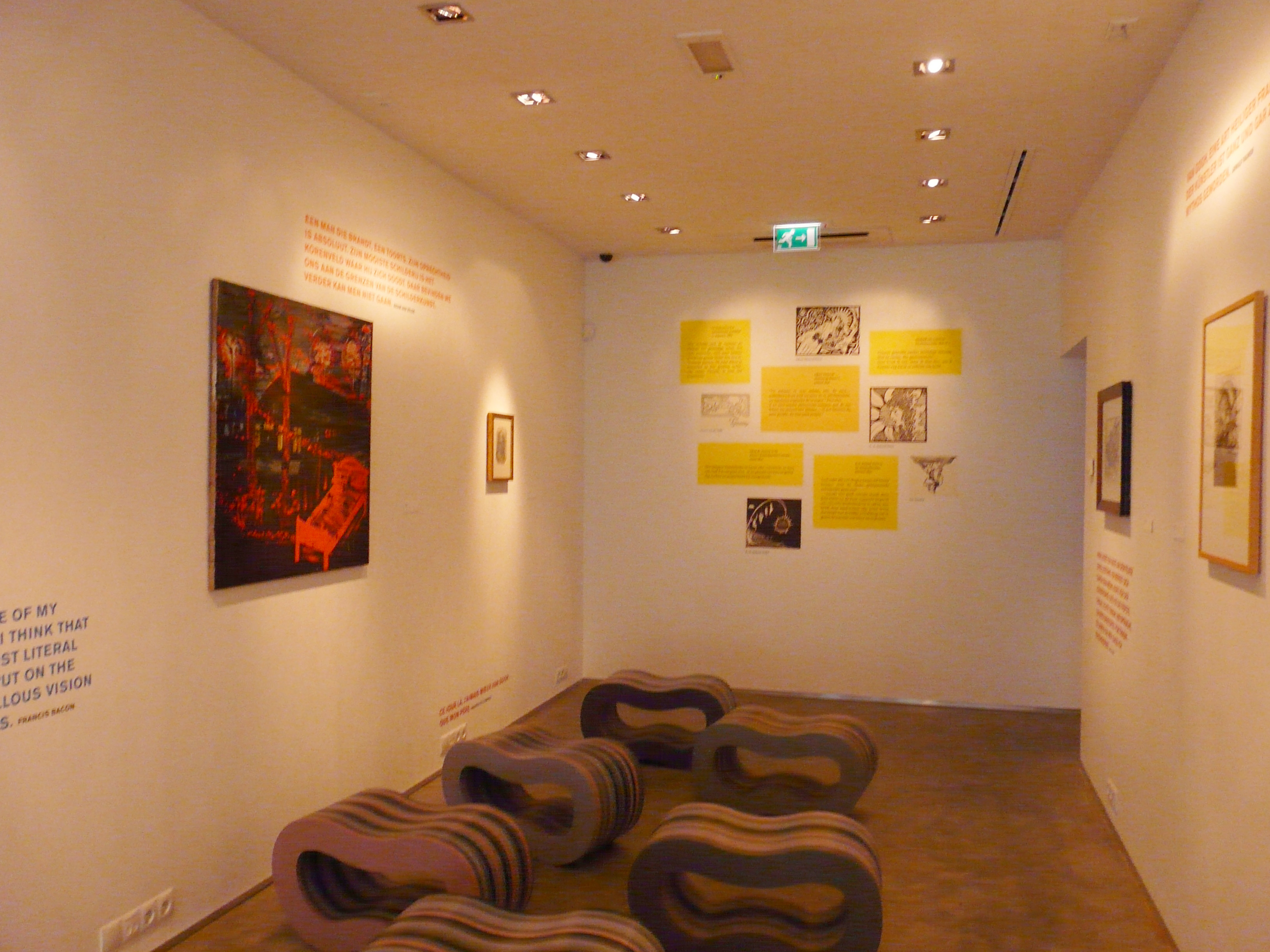
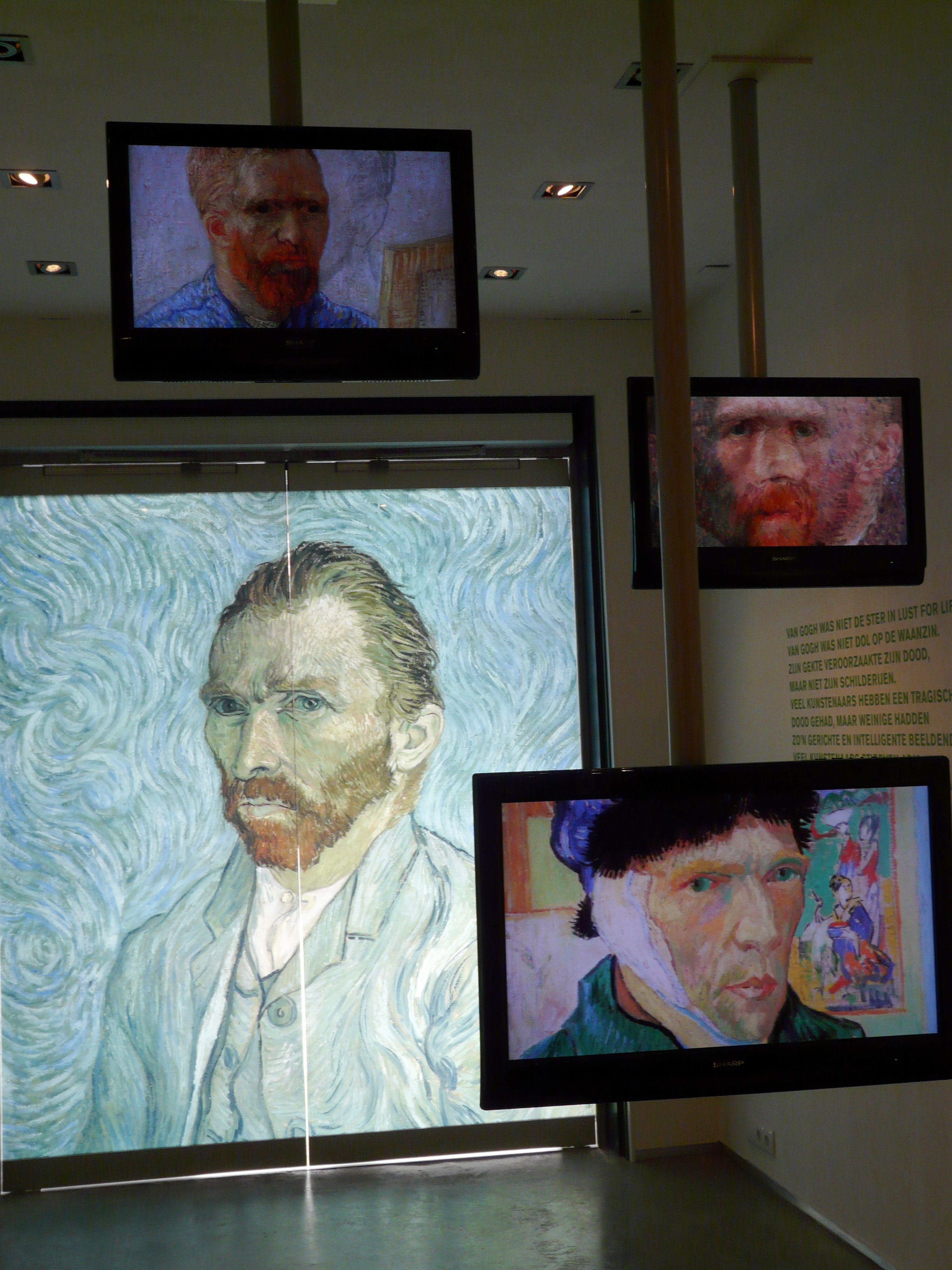

- Bibliothèque nationale de France: cb161460055 (data)
- Gemeinsame Normdatei: 10364236-5
- International Standard Name Identifier: 0000 0001 1941 9088
- Library of Congress Control Number: n2009081053
- Système universitaire de documentation: 137357265
- Virtual International Authority File: 147983142